# Rede (matemática)

Uma rede mostrando o Problema de coloração da estrada

Em teoria dos grafos, uma rede é um digrafo com as arestas ponderadas. Estas redes vem sendo uma especialidade particularmente útil na análise da interação entre a biologia e a matemática. Usando redes de todos os tipos, as aplicações baseadas na elaboração de um matemático através de seu envolvimento com seu meio-ambiente, pode trazer muitas teorias e bons resultados.
Alguns podem observar a rede em vários contextos, observando de forma inédita os nós pelo qual analisa, criando um ambiente matemático para os nós e assim poder configurar o que é essencial para ela, trazendo não só benefícios para o estudo da matemática como também para o meio estudado.
Normalmente é necessário o uso de modelos espaciais para criar redes a nível da complexidade do meio-ambiente analisado. Alguns exemplos podem ser a linear, cartesiano, tri-dimensional e n-dimensional; juntamente com modelos de expansão e contração do meio estudado, além disso, com o crescimento e decréscimo dos seres ou componentes da rede, permitindo a simulação ou o teste de vários tipos de situações que modelarão as especificações do problema.